# Шрамков, Евгений Георгиевич
Евгений Георгиевич Шрамков (1894—1991) — советский учёный, профессор, доктор технических наук, заслуженный деятель науки и техники РСФСР. Метролог, специалист в области электрических и магнитных измерений.

## Биография
Родился 19 октября 1894 г. в Воронеже.
Окончил гимназию в Екатеринбурге (1912) и Петроградский политехнический институт (1921) по электромеханическому отделению, и был оставлен на кафедре для преподавательской деятельности.
Одновременно с 1922 г. работал в Главной палате мер и весов — ВНИИМ имени Д. И. Менделеева: старший лаборант, с 1928 г. руководитель Магнитной лаборатории.
Возглавлял Ленинградское отделение НТО приборостроителей имени С. И. Вавилова (с 1948), Научно-методическую комиссию Министерства высшего и среднего специального образования СССР по электроизмерительной технике, работал во многих других общесоюзных и международных организациях. В 1927—1934 годах принимал участие в составлении «Технической энциклопедии» в 26-и томах под редакцией Л. К. Мартенса, автор статей по тематике «электротехника».
В 1932 г. утверждён в звании профессора, в 1937 г. присвоена учёная степень доктора технических наук.
Под его редакцией опубликованы фундаментальные учебные пособия по общему курсу электрических и магнитных измерений — «Электрические измерения. Средства и методы измерений (общий курс)» (два издания − 1937 и 1972 г.).
Заслуженный деятель науки и техники РСФСР. Награждён двумя орденами Ленина (1953, 1976).
В 1930—1934 депутат Ленинградского горсовета.